# Рудаков, Александр Петрович (полный кавалер ордена Славы)
Алекса́ндр Петро́вич Рудако́в (полный кавалер ордена Славы) (25 марта 1924 — 19 июля 1954) — командир отделения разведки дивизиона 849-го артиллерийского полка (294-я стрелковая дивизия), сержант, участник Великой Отечественной войны, кавалер ордена Славы трёх степеней.

## Биография
Родился 25 марта 1924 года в деревне Большой Оёш (на территории современного Колыванского района Новосибирской области) в семье крестьянина. Русский.
Окончил 4 класса сельской школы, затем семь классов средней школы в посёлке Колывань. Работал в мастерской артели «Красный луч» сапожником.
В июле 1942 года был призван в Красную армию. На фронте в Великую Отечественную войну с октября 1942 года. Воевал в разведке. Член ВКП(б)/ КПСС с 1944 года.
21 ноября 1943 года в боях за город Черкассы (Украина) старший разведчик ефрейтор Рудаков был ранен, но продолжал сражаться, уничтожил из карабина 3 вражеских солдат. 29 ноября, находясь в боевых порядках наступавшей пехоты, корректировал огонь батареи, нанесший урон врагу.
Приказом от 23 декабря 1943 года ефрейтор Рудаков награждён орденом Славы 3-й степени (№ 52333).
27 августа 1944 года при окружении кишинёвской группировки противника младший сержант Рудаков сразил свыше 10 солдат и вместе с бойцами захватил в плен несколько пехотинцев. 28 августа в ходе отражения атаки противника, пытавшегося в ночное время переправиться через реку Прут в 20 км восточнее города Хуши (Румыния), истребил 7 и пленил 17 пехотинцев.
Приказом от 29 сентября 1944 года младший сержант Рудаков награждён орденом Славы 2-й степени (№ 6278).
10—12 января 1945 года в районе города Шидлув на Сандомирском плацдарме сержант Рудаков, уже командир отделения разведки, обнаружил до 30 вражеских объектов и передал в штаб дивизии соответствующие целеуказания. Засечённые объекты были поражены. 13 января при преследовании противника у населённого пункта Рачице (17 км северо-восточнее города Буско-Здруй, Польша) заметил искусно замаскировавшуюся группу гитлеровцев, огнём из автомата поразил 8 из них, остальных обратил в бегство. 18 января 1945 года участвовал в освобождении города Дзелошин (Польша), уничтожил 4 и взял в плен 3 солдат.
Указом Президиума Верховного Совета СССР от 10 апреля 1945 года за образцовое выполнение заданий командования в боях с немецко-фашистскими захватчиками сержант Рудаков был награждён орденом Славы 1-й степени (№ 1793). Стал полным кавалером ордена Славы.
В 1945 году был демобилизован. Вернулся на родину. Жил в городе Новосибирске. Скончался 19 июля 1954 года. Похоронен в Новосибирске.

## Награды
- Орден Отечественной войны I степени(06.06.1945)[3]
- орден Славы I степени(10.04.1945)[4]
- орден Славы II степени(29.09.1944)[2]
- орден Славы III степени (23.12.1943)[5]
- Медаль «За победу над Германией в Великой Отечественной войне 1941—1945 гг.» (1945)[6]

## Память
- На могиле Героя установлен надгробный памятник.
- Увековечен на сайте МО РФ «Дорога памяти»[7].